# Jean-Marie Dunoyer
Pour les articles homonymes, voir Dunoyer.
Jean-Marie Dunoyer, né le 8 janvier 1907 à Annecy et mort le 27 décembre 2000 à Paris, est un écrivain et journaliste français.

## Biographie
Né en Savoie de Jean-Claude Dunoyer, négociant, et d'Émilie Noël, Jean-Marie Dunoyer fait ses études à l'Institut Florimont à Genève, au Lycée Berthollet à Annecy puis à la Faculté des lettres de Lyon.
Il débute avant-guerre sa carrière de journaliste au Progrès de la Haute-Savoie 1936-1939) et au Petit Dauphinois (1939-1944). Après guerre il est rédacteur en chef des Allobroges (1944-47), collabore à Ce Soir (1947-1948) puis chef des informations à Franc-Tireur (1948-57) et à Paris-journal' (1957-58).
En 1960 il entre au Monde comme adjoint au chef des informations générales. Chef des informations culturelles puis chef-adjoint du service culturel (1960-74), il en est de 1974 à 1988 le chroniqueur artistique. « Pesées, suggestives, ses critiques d'art étaient attendues par amateurs et galeristes. (…) « JMD » portait sur la création artistique et littéraire un regard fasciné, moqueur, éclairant. Son léger boitillement, son pâle regard plein de délicatesse, sa voix feutrée, ses attentions fraternelles, ont marqué profondément la vie du journal et son équipe durant près de trente ans », écrit Bertrand Poirot-Delpech.
À l'Institut de France, dont il préside longtemps l'association des correspondants, il rend compte des activités des cinq Académies, notamment des réceptions sous la Coupole. « Lors de ses quatre-vingt-dix ans, le chancelier Pierre Messmer salua sa constance enjouée de vieux serviteur du Quai Conti ».

## Œuvres
- La Bicyclette, Gallimard, 1944, roman, prix Pierre de Régnier de l'Académie française 1965
- Les Enfants du Bon Dieu (théâtre), 1947
- Les Lions végétariens, roman, Gallimard, 1952
- Les Principes d'Archimède, roman, Gallimard, 1953
- « Sept milliards d'hommes pour l'an 2000 », Diagrammes, no 33,‎ novembre 1959
- Charles-Ferdinand Ramuz, peintre vaudois, Rencontre 1959; réédition en 1978, prix Roland de Jouvenel de l’Académie française 1979
- François-Xavier Fagniez, éditions Le Sphinx, 1979
- Schneider, éditions Musée Des Beaux-Arts de Neuchâtel
- Annecy, Champs Vallon, 1984
- Léon Zack, La Différence, 1989
- Bêtises, Le temps qu'il fait, 1998[5]
- L'Apothicaire taré, éditions de la triplette infernale et Tschann librairie, 2001
- Les Souliers jaunes, éditions de la triplette infernale, 2007

On doit aussi à Jean-Marie Dunoyer un essais sur Jeannie Dumesnil.

## Décoration
- Officier des Arts et des Lettres.